# Tulipa ostrowskiana
Tulipa ostrowskiana är en liljeväxtart som beskrevs av Eduard August von Regel. Tulipa ostrowskiana ingår i släktet tulpaner, och familjen liljeväxter. Inga underarter finns listade.